# NGC 1372
NGC 1372 é uma galáxia localizada na direcção da constelação de Eridanus. Possui uma declinação de -15° 52' 54" e uma ascensão recta de 3 horas, 36 minutos e 59,7 segundos.
A galáxia NGC 1372 foi descoberta em 1886 por Frank Leavenworth.